# Jean Ier (roi de Suède)
Pour les articles homonymes, voir Jean Ier.
Johan Sverkersson, né en 1201 et mort le 10 mars 1222, est roi de Suède 1216 à sa mort.

## Biographie
Né en 1201, Johan est le fils du roi Sverker II et d'Ingegerd Birgersdotter de Bjelbo, une fille du jarl Birger Brosa. Par le jeu de l'alternance des dynasties royales, la couronne lui revient en 1216 après la mort d'Erik Knutsson qui avait détrôné son père en 1208.

### Règne
Roi à l'âge de 15 ans, il est couronné à Linköping en 1219. Pendant le règne de ce roi adolescent, le pays est en fait dirigé par l’église à la tête de laquelle se trouve le régent Olof Basatömer archevêque d’Uppsala (1219-1234), ce dernier est assisté d'un conseil qui comprend le « Kansler » (i.e Chancelier) puis évêque Karl de Linköping, fils de Magnus Minnisköld, ainsi que trois autres prélats: Robert de Västerås, Olof de Strängnäs et Bengt de Skara. 
Le pouvoir exécutif réel est exercé par les Folkung représentés par le Jarl Karl Döve (le Sourd) demi-frère de Birger Brosa et par deux autres fils de Magnus Minnisköld: Eskil « Lagman » de Västergötland et Bengt.
En 1220, vraisemblablement afin de contrer la politique d’expansion danoise dans l’est de la Baltique, le conseil du roi organise avec le Jarl Karl de la famille des Folkung une Croisade en Estonie. L’objectif était la conquête de la côte nord-ouest de ce pays (Rotala). Cette opération se solde finalement par un échec, la mort au combat du Jarl Karl et de l'évêque Karl de Linköping à la bataille de Lihula le 8 août 1220 ainsi que par l’expulsion des Suédois de la place forte qu’ils avaient édifiée dans cette cité.
Le jeune roi meurt dès le 10 mars 1222 âgé de 21 ans sans alliance ni postérité.